# オリホン島
オリホン島（オリホンとう、ロシア語: Ольхон, ブリヤート語: Ойхон,Olkhon）はロシア・シベリアのバイカル湖に浮かぶ最大の島である。シベリア連邦管区イルクーツク州に属する。
面積は730平方キロメートル（参考：奄美大島が712平方キロメートルである）。長さ72キロメートル、幅12キロメートルで湖と同じ方向に沿って細長い形を成している。東岸には険しい山々が並び立ち、最高峰は湖面から818メートル（標高1,274メートル）の高さになる。そのほかに、島内には（湖の島の中にある）湖、タイガ、ステップ、小さな砂漠があり、変化に富んだ地形をしている。
人口は約1,500人で、多くは先住民族のブリヤート人である。行政上の中心は島の西岸中央部に位置するフジル（Хужир, Khuzhir）で、ここに人口の大半である約1,200人が居住している。島民は漁業、農業、牧畜を営むほか、近年は世界各地からの訪問者のための観光業に従事する者も多く、重要な産業の一つとなっている。